# Bomba volcánica

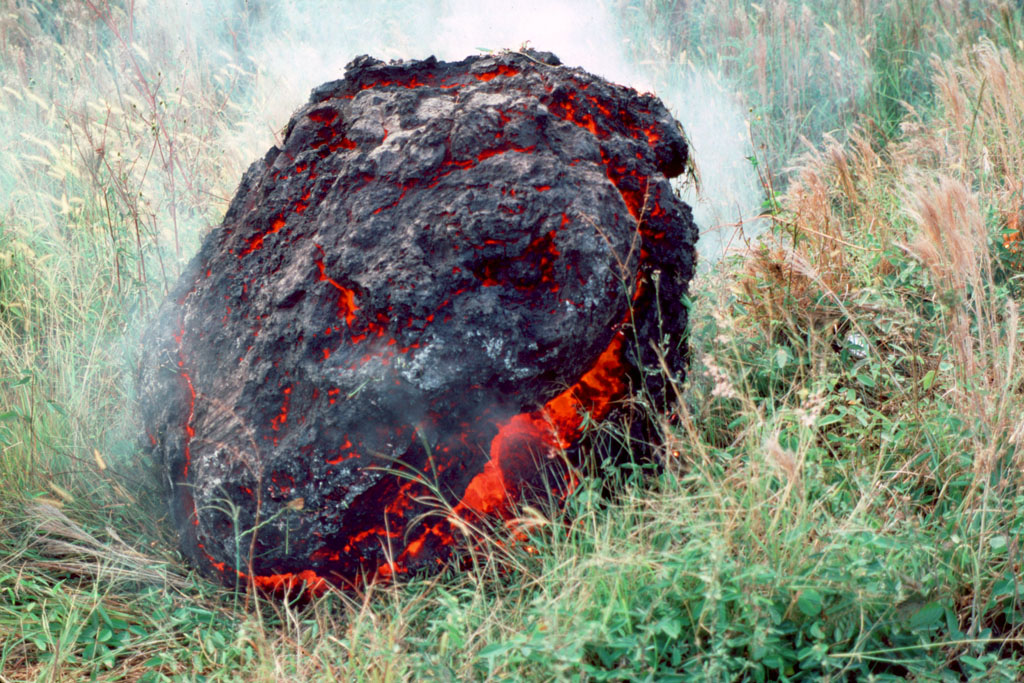
Bomba volcánica en Kīlauea, Hawái, Estados Unidos, solidificándose.

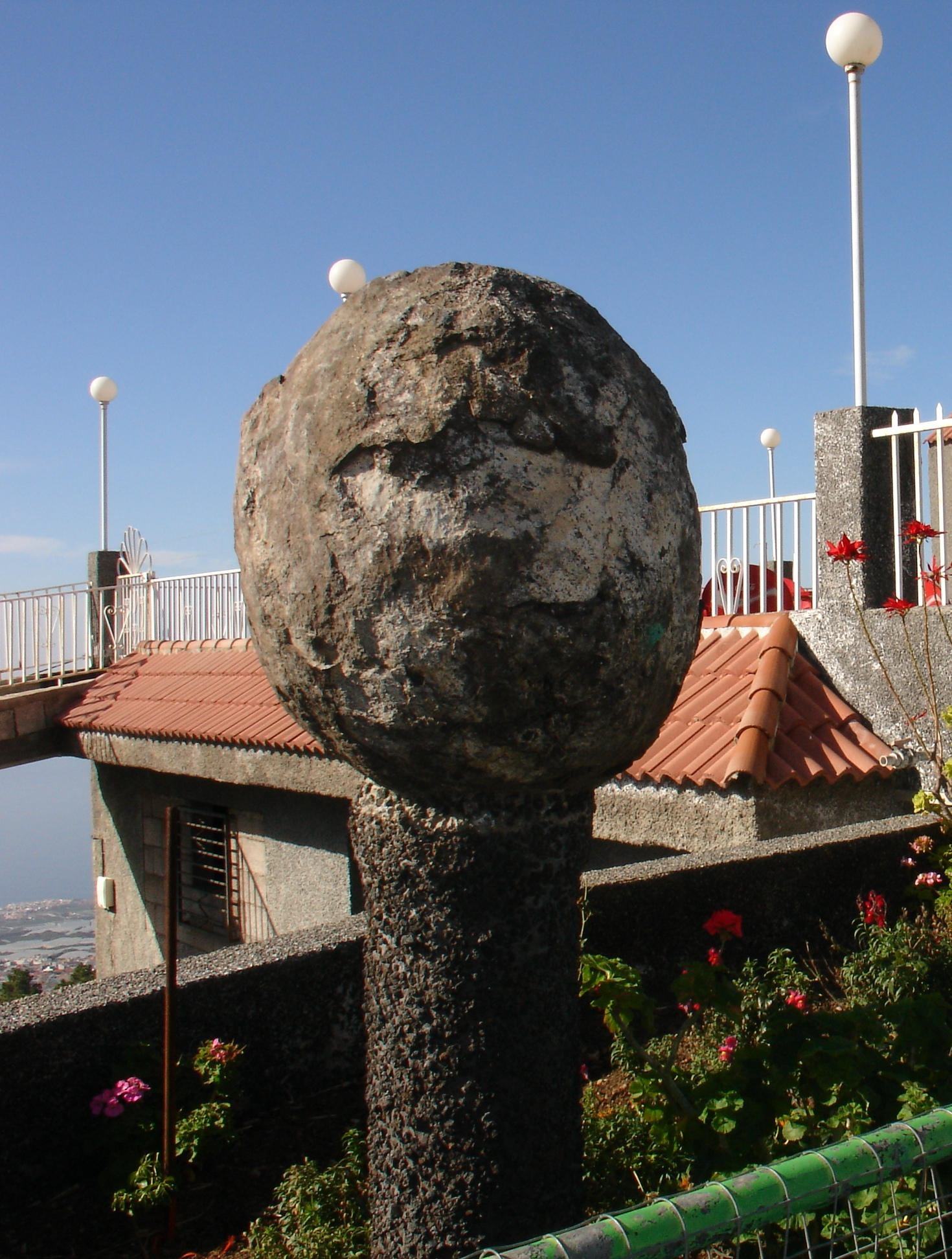
Bomba volcánica de aproximadamente 50 cm expuesta en una de las subidas al Teide en Tenerife, España.

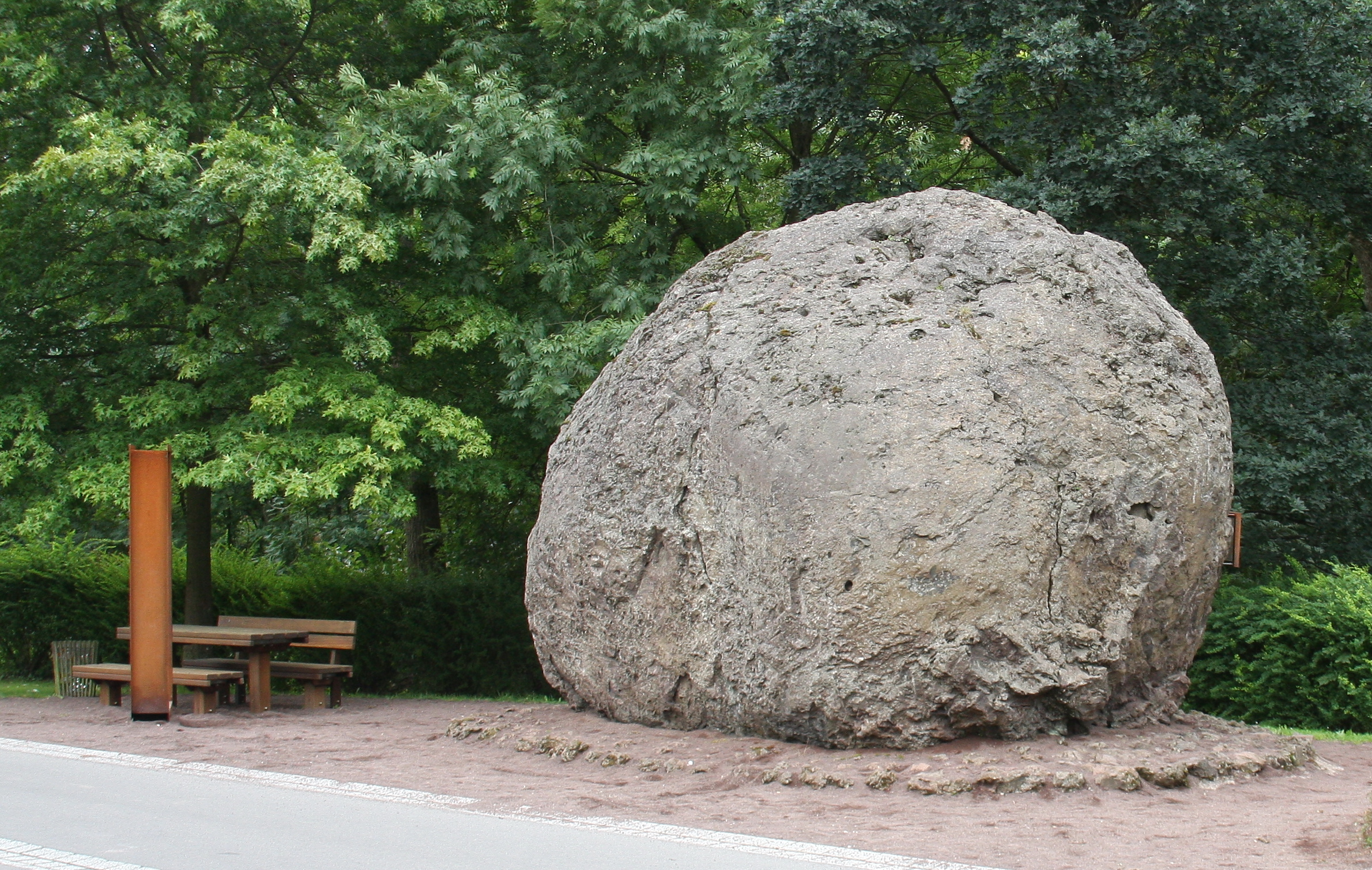
La bomba volcánica de Strohn en Renania-Palatinado, Alemania, descubierta en 1969.
Pesa alrededor de 120 toneladas y tiene un diámetro de 5 metros. Fue emitida durante una erupción volcánica fechada hacia el 8300 a. C.

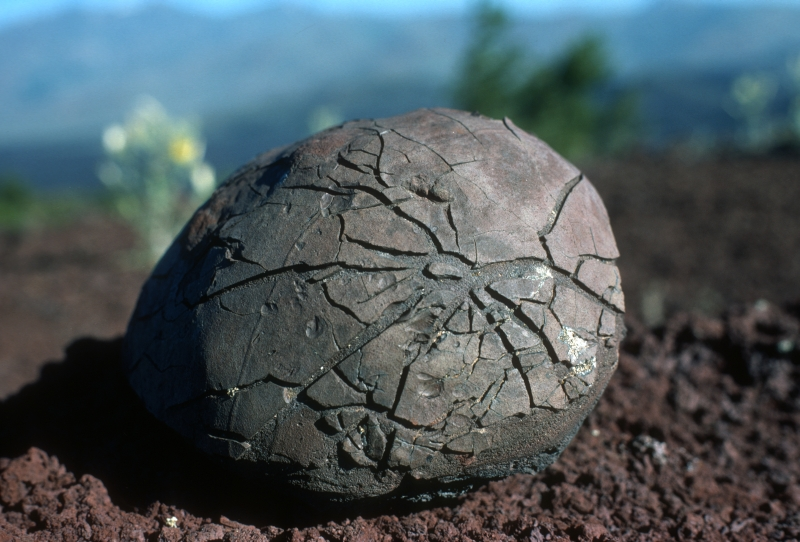
Bomba volcánica de tipo bread-crust, en el espacio protegido conocido como 'Monumento nacional y reserva nacional «Cráteres de la Luna»' en Idaho, Estados Unidos.

Una bomba volcánica es un glóbulo de roca fundida (piroclastos) cuyo tamaño iguala o supera los 64 mm de diámetro.
Se forman cuando un volcán expulsa fragmentos viscosos de lava durante una erupción. Las bombas volcánicas pueden ser lanzadas a kilómetros de distancia de la caldera del volcán. Durante el vuelo, las más fluidas suelen adquirir formas aerodinámicas (trenzas o husos), a la vez que se enfrían en mayor o menor grado. Si el exterior de una bomba volcánica se solidifica durante su vuelo, puede desarrollar una superficie externa agrietada a medida que su interior se expande. Este tipo de bomba se conoce como bomba de corteza de pan (en inglés: bread-crust). Si la bomba sigue en estado plástico, en el impacto en tierra se deforma, adoptando aspecto similar al de una plasta de vaca).
Las bombas volcánicas representan un peligro significativo ya que pueden causar graves daños por impacto, así como quemadura e incendio, en la zona de la erupción y proximidades. Un incidente de este tipo ocurrió en el volcán de Galeras en Colombia en 1993, donde seis personas resultaron muertas cerca de la cumbre, mientras que otras sufrieron heridas severas por las bombas, cuando el volcán entró en erupción de forma inesperada.